# Östgöta kavalleriregemente
Östgöta kavalleriregemente var ett kavalleriregemente i svenska armén som härstammade från 1500-talet. Regementet omorganiserades 1791 då man slog ihop det med Östgöta infanteriregemente, och tillsammans bildade de två regementena Livgrenadjärregementet.

## Historia
Östgöta kavalleriregemente hade sitt ursprung från den ryttarfana som sattes upp i Östergötland på 1550-talet. I 1634 års regeringsform benämns regementet som Östergötlands och Södermanlands ryttare. Från 1636 benämnt Östgöta kavalleriregemente. År 1689 blev regementet indelt och 1770 omorganiserat till kyrassiärer.[källa behövs]
Under befäl av Ludvig Wierich Lewenhaupt deltog regementet i större delen av Carl X Gustafs fälttåg. Tio kompanier starkt följde de 1655 till Pommern och därefter till Warschau, samt kämpade den 22 september vid Modlin, deltog i det farliga tåget till Jaroslaw och vann mycket utmärkelse i slaget vid Golombo den 8 februari. Sommaren 1657 deltog fyra kompanier nyuppsatta ryttare i Halländska fälttåget och bevistade slaget vid Genevadsbro. Den övriga delen deltog i andra danska kriget och i belägringen av Köpenhamn.
År 1674 utförde regementet, 1000 man starkt, under befäl av Adam Claes Wachtmeister, till Tyskland och deltog där i Wrangels och Köningsmarks fälttåg åren 1674–1678 och slaget vid Fehrbellin. Vid återfärden till Sveriges på hösten 1678 delade Östgöta ryttare den övriga arméns sorgliga öde, att dels drunkna och dels bli fängslade på Bornholm. En nyuppsatt del av regementet deltog i slaget vid Lund.
På våren 1701 gick regementet, under befäl av Carl Gustaf Mörner, över till Livland och var närvarande vid övergången av Düna. År 1702 blev Mörner med sitt eget och Dalregementet beordrades att anfalla staden Wilna. Ryttarna tog dalkarlarna på hästens länd och red en hemlig väg genom den tjocka skogarna och lyckades den 19 mars i gryningen överrumpla fienden i Wilna, vilka led en stor förlust.
I slaget vid Klissow stod regementet på högra flygeln, som hade den hårdaste striden att uthärda. I januari 1704 avgick Mörner som chef och efterträddes av Jacob Burensköld. Detta år deltog regementet i slagen vid Jaroslaw och Lemberg, förföljelsen av Schulenbach och det skarpa slaget vid Fraustadt, där Burensköld sårades och där 1500 ryssar nedhöggs. Den 21 juli 1705 stod generallöjtnant Carl Nieroth med tre regementet ryttare, däribland Östgöta, vid slaget vid Rakowitz, då sachsiska generallöjtnanten Paykull anryckte mot svenskarna läger med 10000 man sachsiska och polska ryttare. Nieroth som endast hade 200 man, antog striden, och fienden blev, efter underverk av tapper från svenskarnas sida, slagen på flykten. Östgötarna hade den värsta striden att utföra mot den på alla sidor anfallande polackerna. Av regementet dödas 3 ryttmästare, 5 löjtnanter, 6 underoffiverar och 70 ryttare (sårade blev 3 ryttmästare, 2 kornetter och 85 ryttare).
Under åren 1707–1709 deltog Östgöta kavalleriregemente i alla huvudhärens rörelser och kämpade med anligt mod i flera mindre affärer. Den 10 september 1708 uppnådde Karl XII nära ryska gränsen vid byn Rajovka (slaget vid Rajovka) fiendens eftertrupp, som bestod av 70 skvadroner. Utan att tänka efter, tog kungen det närmsta till hands varande Östgöta kavalleriregemente och anföll fiendens samt lyckades i början kast det ryska kavalleriet över sidan.
Regementet sattes på nytt upp i Sverige och deltog i Stenbocks krig i Skåne, slaget vid Helsingborg, kriget i Pommern och slutligen Hattarnas ryska krig 1741. År 1747 är de åter i Pommern, varefter de följe alla huvudhärens rörelser, kämpade 1759 vid Werbelow och Brandelow och 1761 vid Neu Brandenburg.
Regementet upphöjdes till livregemente efter förtjänstfulla insatser under Gustav III:s krig 1788–1790.
Regementet omorganiserades 1791 till ett infanteriregemente och sammanslogs med Östgöta infanteriregemente, vilka tillsammans bildade Livgrenadjärregementet. Kavalleridelen fick namnet Livgrenadjärregementets rusthållsdivision fram till 1816.[källa behövs]

## Ingående enheter
| 1699–1791 - Livkompaniet - Överstelöjtnantens kompani - Majorens kompani (Förste Majorens kompani) - Vifolka kompani - Vadstena kompani - Skänninge kompani - Västanstångs kompani - Tjusts kompani |

## Heraldik och traditioner
Regementets valspråk var Nulli Secundus (Ingens tvåa).

## Förbandschefer
Överstebostället var förlagt till Tuna kungsgård vid Rystad.

- 1630–1633: Hans Rotkirch
- 1635–1641: Ture Gabrielsson Oxenstierna
- 1641–1645: Axel Lillie
- 1659–1664: Ludvig Wierich Lewenhaupt
- 1667–1673: Hans Ulfsparre
- 1674–1675: Adam Claes Wachtmeister
- 1675–1677: Patrik Patkull
- 1677–1695: Blechardt Wachtmeister
- 1695–1704: Carl Gustaf Mörner
- 1704–1706: Jacob Burensköld
- 1706–1708: Nils Rosenstierna
- 1708–1747: Hugo Johan Hamilton
- 1710–1710: Gustaf Adam Taube, tillförordnad.
- 1710–1711: Bertil Roxendorff, tillförordnad.
- 1712–1716: Johan Falkenhagen, tillförordnad.
- 1716–1723: Otto Johan Koskull tillförordnad
- 1723–1747: Hugo Johan Hamilton
- 1747–1757: Adam Horn, tillförordnad.
- 1757–1761: Pontus Fredrik De la Gardie
- 1762–1762: Mattias Alexander von Ungern-Sternberg
- 1763–1774: Fredric Horn
- 1774–1783: Erik Julius Cederhielm
- 1783–1787: Gustaf Philip Wennerstedt
- 1787–1791: Claes Horn af Åminne

### Överstelöjtnanter
- 1635–1642: Hans Garfwe
- 1667–1675: Patrik Patkull
- 1675–1689: Gustaf Adolf von der Osten
- 1689–1694: Johan Gripenwaldt
- 1693–1700: Carl Gustaf Horn
- 1700–1701: Adolf Johan Crusebjörn
- 1701–1704: Jacob Burensköld
- 1705–1711: Bertil Roxendorff
- 1711–1713: Frans Johan Crusebjörn
- 1713–1728: Johan Falkenhagen
- 1728–1739: Otto Christian von der Pahlen
- 1739–1744: Carl Rotkirch
- 1753: Carl Rothkirch
- 1762–1774: Henrik Falkenberg af Trystorp
- 1774–1783: Gustaf Philip Wennerstedt
- 1783–1787: Claes Horn af Åminne
- 1787–1791: Gerhard Malkolm Leijonhielm

### Förste majorer
- 1659–1667: Patrik Patkull
- 1669–1673: Claes Niethoff
- 1685–1693: Carl Gustaf Horn
- 1693–1700: David Christoffer Montgomery
- 1702–1704: Johan Claudius Storckenfeldt
- 1704–1705: Bertil Roxendorff
- 1712–1713: Johan Falkenhagen
- 1713: Erik Axel Ekehielm
- 1716: Carl Johan Haster
- 1719: Lars Wilsdorf
- 1720: Zakarias Rehnberg
- 1720–1734: Natanael Gyllenram
- 1734–1741: Otto Johan Wolffelt
- 1741: Wachtmeister
- 1753: Gustaf Otto Mörner
- 1775–1782: Mattias Strålenhielm
- 1782–1785: Claes Horn af Åminne
- 1791: Gustaf Adolph Klingspor

### Andre majorer
- 1765–1775: Filip Bonde
- 1775–1782: Claes Horn af Åminne
- 1782–1783: Gerhard Malkolm Leijonhielm
- 1783–1792: Axel Melchior von Meijerhelm

### Regementskvartermästare
- 1681–1699: Nils Rosenfelt
- 1703: Abraham Cossfeldt
- 1712: Jacob Schultz
- 1741–1748: Bengt Adolf Wrangel
- 1770: Otto Wilhelm Löwen
- 1773–1783: Gerhard Malkolm Leijonhielm
- 1783–1791: Svante Duvall

## Galleri

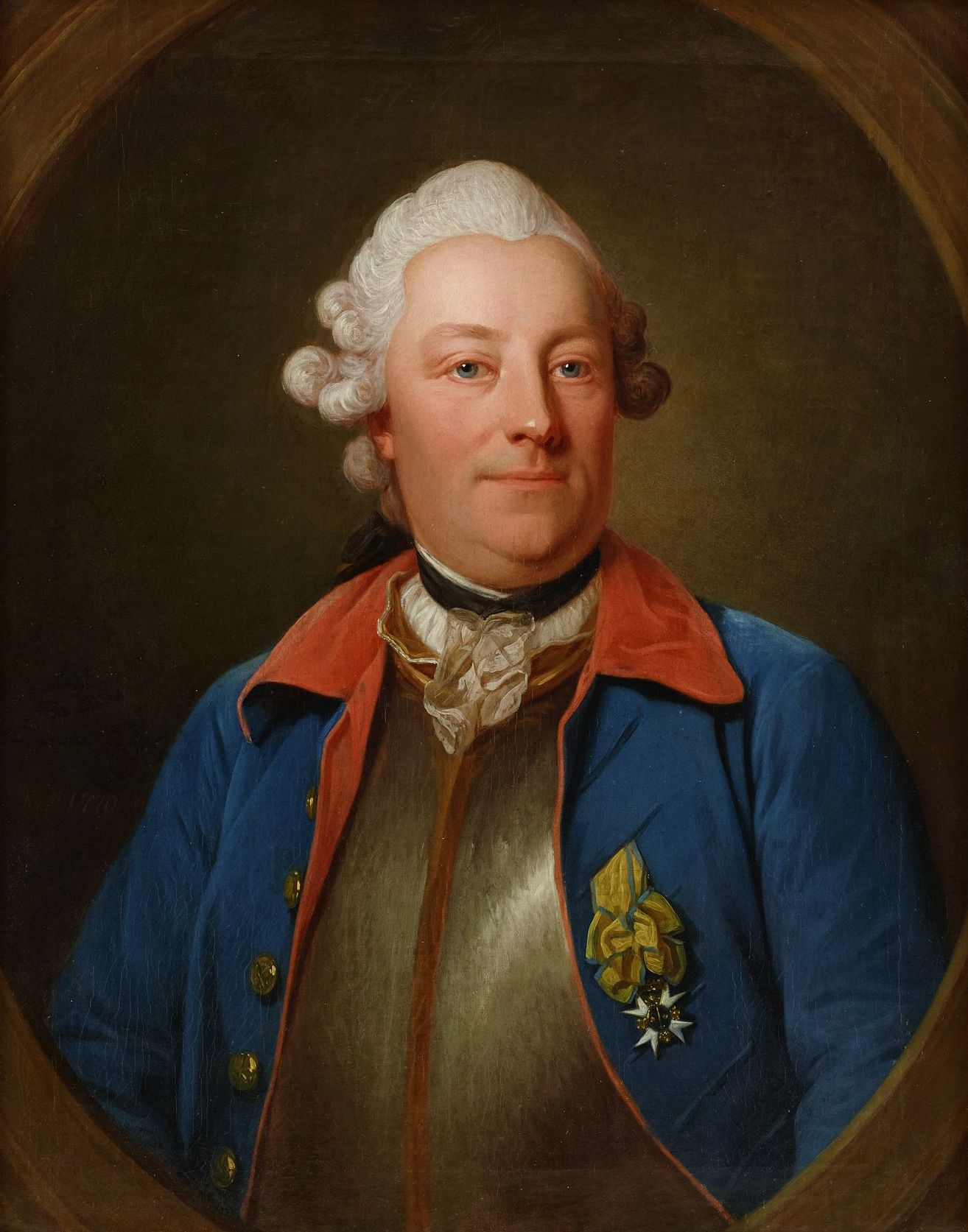
Fredrik Ulrik Wrangel iklädd uniform m/1756 för en officer vid regementet. På bröstet bär han Svärdsorden. Målning från 1770 av Per Krafft den äldre.
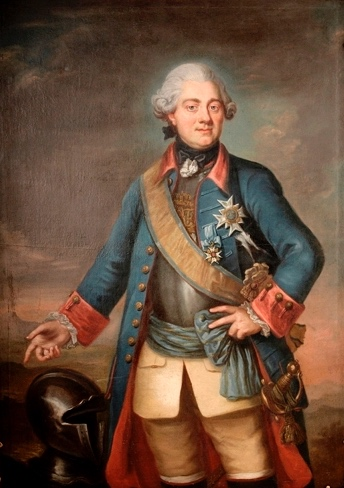
Fredric Horn i regementets uniform m/1756, avporträtterad ca 1770 av okänd konstnär.
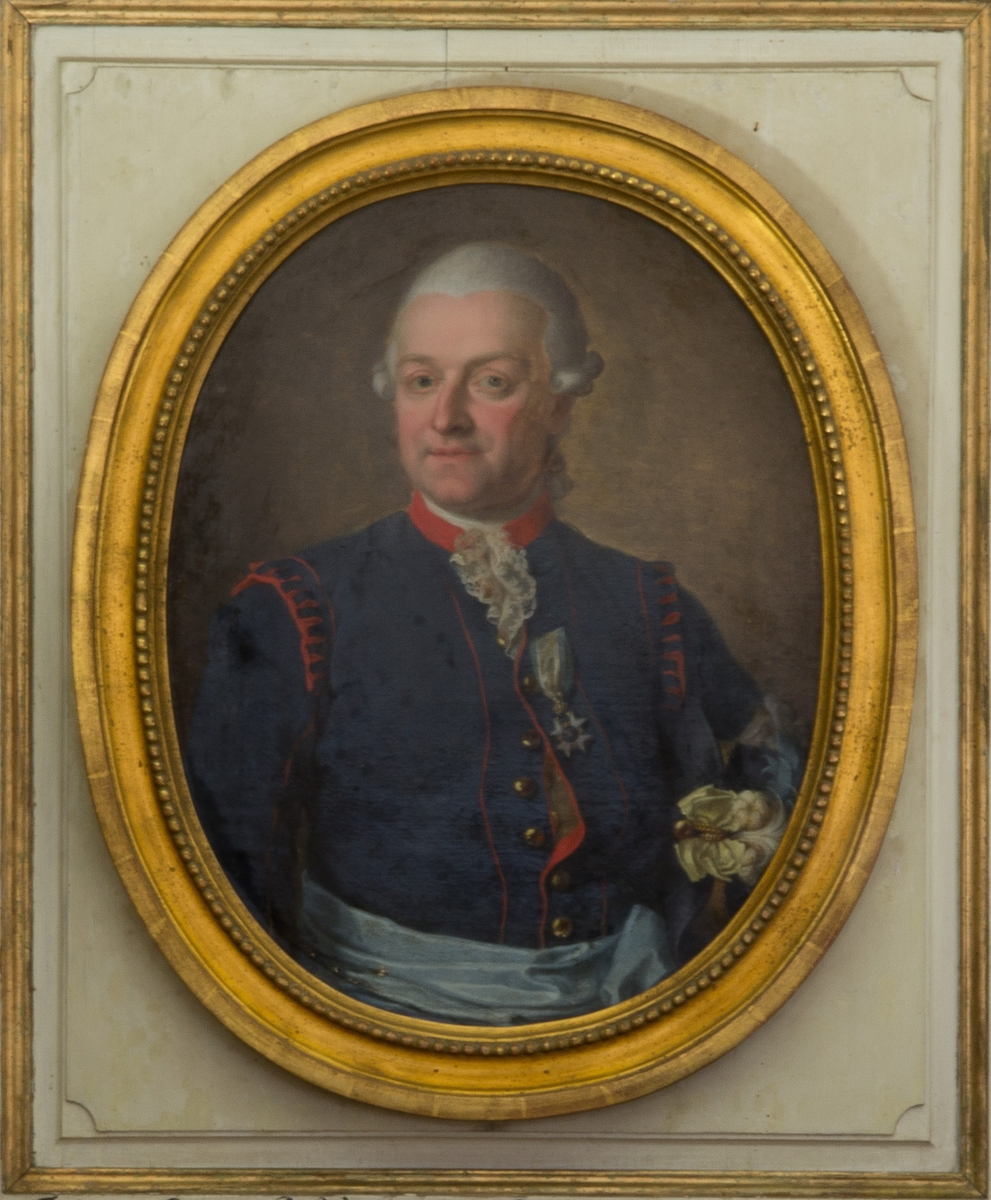
Överste Gustaf Philip Wennerstedt i regementets uniform m/1779, avporträtterad 1779 av Ulrika Pasch.